# Science City of Muñoz
Science City of Muñoz (englisch; Tagalog: Lungsod ng Muñoz) ist eine philippinische Gemeinde (Component City) in der Provinz Nueva Ecija, in der Verwaltungsregion III, Central Luzon. Sie hat 81.483 Einwohner (Zensus 1. August 2015), die in 37 Barangays lebten. Sie wird als Gemeinde der dritten Einkommensklasse auf den Philippinen und als teilweise urbanisiert eingestuft.
Science City of Muñoz liegt im Norden der Provinz, an den südlichen Ausläufern der Caraballo-Berge, im Nordosten der Zentralen Luzon-Ebene. Sie liegt 147 km nördlich von Manila und ist erreichbar über den Marhalika Highway. Ihre Nachbargemeinden sind Guimba im Westen, Talugtug im Norden, Lupao im Nordosten, Talavera im Südosten, Santo Domingo im Süden, San Jose City im Osten.
Den Namen Science City erhielt Muñoz, da fünf wissenschaftliche Institute von der Regierung in der Gemeinde angesiedelt wurden. Diese sind der Central Luzon State University angeschlossen, die ein 6,58 km² großes Areal in der Gemeinde betreibt. Die Universität gilt als ein international renommiertes Forschungsinstitut in den Bereichen Land- und Forstwirtschaft. Sie ist in beiden Forschungs- und Ausbildungsbereichen eine der drei zentralen Hochschulen der Philippinen, die anderen beiden sind die Visayas State University (CLSU) auf Leyte und die Central Mindanao University (CMU) auf Mindanao.

## Baranggays
| - Bagong Sikat - Balante - Bantug - Bical - Cabisuculan - Calabalabaan - Calisitan - Catalanacan - Curva - Franza - Gabaldon - Labney - Licaong | - Linglingay - Mangandingay - Magtanggol - Maligaya - Mapangpang - Maragol - Matingkis - Naglabrahan - Palusapis - Pandalla - Poblacion East - Poblacion North | - Poblacion South - Poblacion West - Rang-ayan - Rizal - San Andres - San Antonio - San Felipe - Sapang Cawayan - Villa Isla - Villa Nati - Villa Santos - Villa Cuizon |